# بعثة الأمم المتحدة في نيبال
بعثة الأمم المتحدة في نيبال، هي بعثة سياسية أنشاتها الأمم المتحدة في 23 يناير 2007 بطلب من نيبال، عقب اتفاق السلام الشامل الموقع في 21 نوفمبر 2006 بين حكومة نيبال والحزب الشيوعي النيبالي (الماوي)  في نهاية الحرب الأهلية النيبالية، لمراقبة نزع سلاح المتمردين الماويين والتحضير لانتخابات الجمعية التأسيسية في عام 2007.
في عام 2009، تم تجديد التفويض، ولكن مع سحب تدريجي لموظفي البعثة،  تماشيا مع تقرير من الأمين العام.  بإصدار القرار 1909 (2010)، كان مجلس الأمن يأمل في إنهاء بعثة الأمم المتحدة في نيبال بحلول 15 مايو 2010.
كان الممثل الخاص للأمين العام الذي قاد البعثة قبل تجديد الولاية لعام 2009 هو إيان مارتن. وقدم تقريره الأخير لمجلس الأمن في يناير 2009  وحل محله كارين لاندغرين.
أوقفت بعثة الأمم المتحدة في نيبال عملياتها في 15 يناير 2011.

## روابط خارجية
- الصفحة الرسمية للبعثة على الإنترنت